# John Negroponte

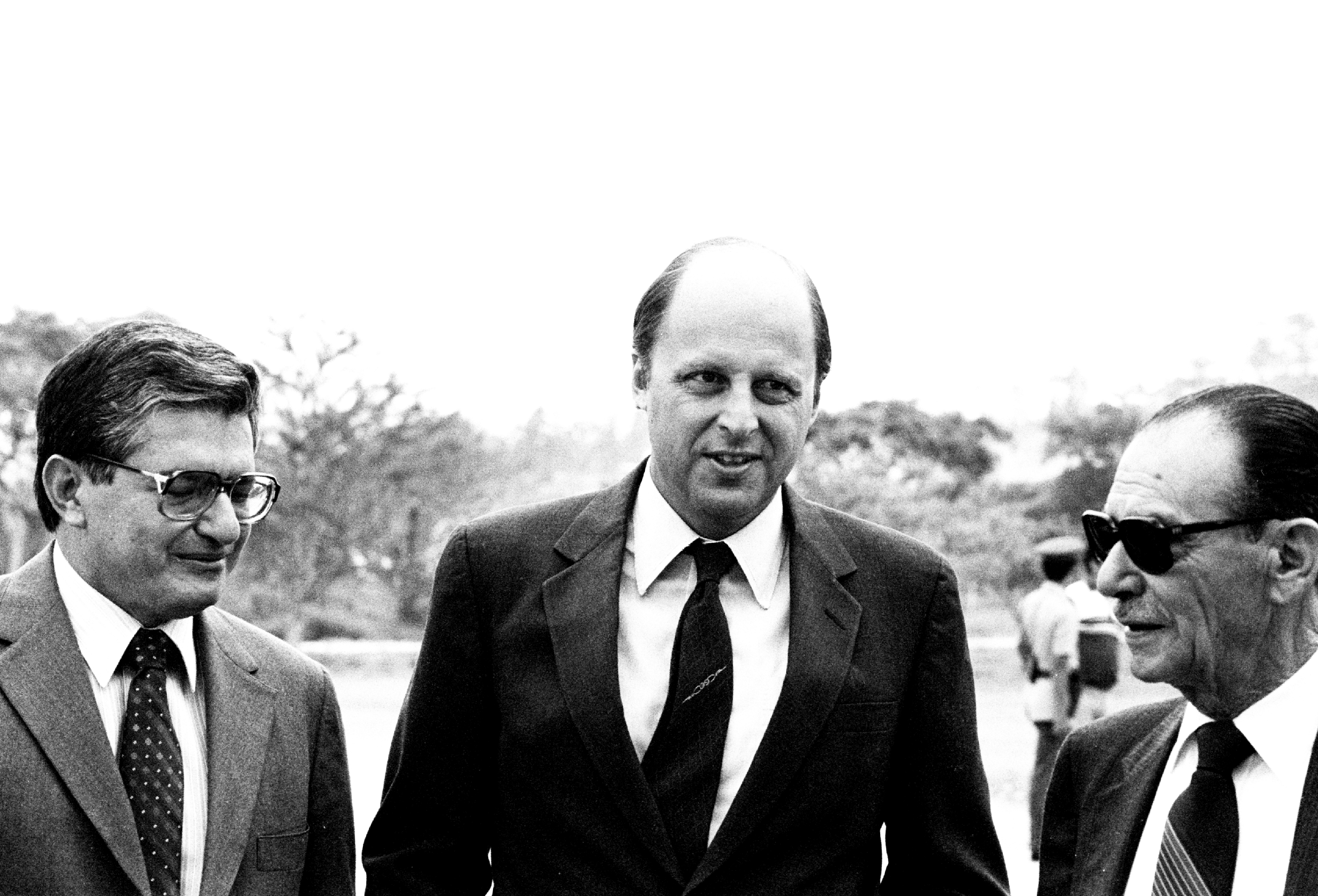
John Negroponte en el Campo Militar en Honduras en abril de 1984.

John Dimitri Negroponte (Londres, 21 de julio de 1939) es un diplomático de estadounidense. 

## Primeros años
Es hijo de un armador de origen griego instalado en los Estados Unidos. Habla además del inglés, griego, francés, español y vietnamita.

### Educación
Se convierte en diplomático después de terminar sus estudios en la Universidad de Yale, en los años sesenta, donde es elegido para la Sociedad Secreta Skull & Bones.

## Miembro de la CIA
Ingresa a la CIA siendo destinado a Vietnam en donde se coloca a cargo del Programa Phoenix. Fue consejero político en Saigón en 1964. De 1971 a 1973, Negroponte fue el oficial a cargo del Consejo de Seguridad Nacional (CSN) para la sección encargada de Vietnam. Participa por otra parte en las negociaciones de los acuerdos de París en 1973 junto con Henry A. Kissinger.

## Trasladado a Latinoamérica
Fue embajador en Honduras, donde adopta a cinco niños, al final de los años setenta y a principios de los años ochenta, durante la guerra civil en Nicaragua. Al final de los años ochenta se convierte en embajador en México.
Durante los años 1970 y 1980, era objeto de mucha controversia, debido a sus actividades en Latinoamérica, y por su implicación en Nicaragua, ya que dirigía las operaciones de la "contra" desde su puesto de embajador en Honduras, armando, equipando y entrenando a la Contra con ayuda de Otto Reich, un funcionario del Departamento de Estado de los Estados Unidos. Con este apoyo, lo "contras", hicieron una guerra contra el gobierno de Nicaragua, provocando la muerte de unas 50,000 personas, empleando métodos como la tortura, la desaparición y las masacres en masa. Se le atribuye, además, un nebuloso papel en Chile, donde colabora con Kissinger en la organización de la Operación Cóndor.

## Asciende a nivel global
Inmediatamente después de los atentados del 11 de septiembre de 2001 fue nombrado por George W. Bush embajador en la ONU, y más tarde en Irak en abril de 2004 después de la caída de Saddam Hussein. El 17 de febrero de 2005 fue nombrado jefe del nuevo Consejo de Inteligencia Nacional de Estados Unidos (DNI) por el presidente Bush, con la misión oficial de evitar nuevos errores de Inteligencia como los del 11 de septiembre de 2001 y los errores de análisis sobre Irak. El 21 de abril de 2005, su nombramiento a la dirección del DNI se aprobó casi por unanimidad del senado, por 98 voces contra 2.
Entre otras actividades, fue nombrado por el Congreso de la Unión de México, como ‹persona non-grata›. Famoso por "armar guerras" ha colaborado a la inestabilidad de varios países y formado guerrillas internas así como golpes de estado.